# 中裕司
中 裕司（なか ゆうじ、1965年9月17日 - ）は、大阪府枚方市出身のゲームクリエイター。株式会社プロペ代表取締役社長。『ソニックシリーズ』と『ファンタシースターオンライン』の製作者。大阪府立西野田工業高等学校電気科卒業。

## 概要
1984年、セガ入社。当初はゲームプログラマとして働き、その後ゲームプロデューサーとしてソニックチームを率い、のちにソニックチーム分社化により代表となった。セガR&Dクリエイティブオフィサー（役員）となる。
2006年5月23日、セガのゲームクリエイター独立支援プログラムを受け、株式会社プロペを設立し、代表取締役社長に就任した。資本金は1000万円でセガの出資比率は10%。社名である“PROPE”とはラテン語で「すぐそばに/近い将来に」という意味であり、「ゲームエンターテインメントをもっと身近に。消費者と自分たちがより親密に。未来へ向けたエンターテインメントの創造」という想いが込められている。
直接携わった初期の頃の作品ではプログラマーとして参加、スタッフロールのクレジットには裕司の名前をもじった「YU2」と表示されている（中裕司と同じくセガのプログラマーの鈴木裕の、2人の「裕」から由来しているという説がある）。入社してすぐに制作した作品は『ガールズガーデン』（SG-1000）。新人研修用で制作した作品だが完成度が高いため、製品化される。また、当時サードパーティ向けのハードウェア仕様書などが不十分であったことから、外部製作ソフトの開発支援などを担当していた。『北斗の拳』や、ワイヤーフレームやポリゴンを用いずに3Dダンジョンを滑らかに動かした『ファンタシースター』等でメインプログラムを担当。代表作はメガドライブ用（ジェネシス用）『ソニック・ザ・ヘッジホッグ』。メインプログラマーとしてはクリスマスナイツまで活動。『ソニックシリーズ』以降近年はプロデューサー的な立場として作品に関わることが多い。本人は「オリジナル作品を作りたい」としている。
任天堂はセガがゲームハード製造を行っていた頃のライバルであるが、中自身は任天堂に対して好意的であるという。セガの任天堂ハード参入およびゲームボーイアドバンスのローンチタイトルとして『チューチューロケット!』を出したり、『ファンタシースターオンライン』を当時ハードシェア首位だったPS2ではなくゲームキューブに供給したのは、中及びソニックチームの意向だったためとしている。任天堂の岩田聡社長と交流があり。互いに開発部署を視察した経緯がある。『ソニックシリーズ』も、任天堂の『スーパーマリオブラザーズ』の完成度を認めたうえで、彼なりに「それを超えるゲーム」を目標として作られたという。中が希望した、自身の手がけたキャラクターであるソニックの任天堂ゲーム出演はセガ在籍中に叶わなかったが、プロペ設立後に『マリオ&ソニック ATオリンピック』シリーズなどで実現した。また、中自身は2011年発売の『Wiiリモコンプラス バラエティ』の開発において正式に任天堂と共同開発を行うことになったが、それ以前にも任天堂宛に企画書を提出したことがあった（この際は選考漏れとなった）ことを明かしている。ちなみに、『Wiiリモコンプラス バラエティ』選考時も当初はこの選考漏れ企画の改良版を提出したのだが、同企画にアーゼスト代表参加していた大島直人（中と一緒に第1作目『ソニック』を製作した旧友）が提案したほぼ同内容の企画に敗北していたが、期間ギリギリで製作した新企画でどうにか採用された。
既婚者で子供が2人いる（自身のツイッターに掲載あり）。また、ロータスカップ・ジャパンなどのレースにも参加している。
2018年1月にスクウェア・エニックスへ移籍したことを発表した。スクウェア・エニックス在籍中はディレクターとして『バランワンダーワールド』の開発に携わった。
2021年4月末をもってスクウェア・エニックスを退職。2022年4月28日のツイッターの投稿にて、『バランワンダーワールド』発売の約半年前にディレクターを解任されていたこと、本件に関しての発信を禁じる業務命令の失効の確認を求める訴訟をスクウェア・エニックスを相手に提起していたことを明らかにした。
2022年11月18日、東京地検特捜部に金融商品取引法違反（インサイダー取引）の疑いで逮捕された。2020年1月下旬にスクウェア・エニックス勤務時代に知り得た公開前情報を基に、『ドラゴンクエストタクト』の共同開発社・Aimingの株式約1万株（約280万円相当）を買い付けたとみられている。12月7日に再逮捕され、2021年1月下旬から2月下旬頃にも、公開前情報を基に『ファイナルファンタジーVII ザ ファーストソルジャー』の共同開発社・エイチームの株式約12万株（約1億4470万円相当）を買い付けたとみられている。同日、Aiming株のインサイダー取引の罪で起訴された。12月27日にはエイチーム株のインサイダー取引の罪で追起訴された。2023年3月2日に東京地方裁判所で開かれた初公判で起訴内容を認めた。6月1日の第3回公判では、検察側から懲役2年6か月と罰金250万円、追徴金1億7000万円あまりを求刑された。弁護側は「積極的にインサイダー情報を閲覧したわけではない」として、執行猶予付きの判決と罰金と追徴金の減額を求めた。7月7日、懲役2年6か月、執行猶予4年、罰金200万円、追徴金1億7122万円の有罪判決が言い渡された。裁判官は弁護側の主張に対し、中は積極的に資料を閲覧していると判断したものの、起訴内容を認めて反省の態度を示していることから、執行猶予が相当と判断した。

## 作品

### セガ在籍時
- ガールズガーデン（1985年2月、SG-1000）プログラマー
- どきどきペンギンランド（英語版）（1985年、SG-1000）プログラマー[18]
- グレートベースボール（英語版）（1985年12月15日、MK3）メインプログラマー
- F-16 ファイティングファルコン（1985年12月22日、MK3）
- スパイvsスパイ（1986年6月、MK3）
- 北斗の拳（1986年7月20日、MK3）
- スペースハリアー（1986年12月21日、MK3）メインプログラマー
- アウトラン（1987年6月30日、MK3）
- ファンタシースター（1987年12月20日、MK3）メインプログラマー
- スーパーサンダーブレード（1988年10月29日、MD）エグゼクティブプロデューサー
- ファンタシースターII 還らざる時の終わりに（1989年3月21日、MD）プログラマー、プロデューサー
- 大魔界村（1989年8月3日、MD）
- 時の継承者 ファンタシースターIII（1990年4月21日、MD） スペシャルサンクス
- ソニック・ザ・ヘッジホッグ（1991年7月26日、MD）プログラマー
- ソニック・ザ・ヘッジホッグ2（1992年11月21日、MD）チーフプログラマー
- ソニック・ザ・ヘッジホッグ3（1994年5月27日、MD）リードプログラマー、プロデューサー
- ソニック&ナックルズ（1994年10月18日、MD）リードプログラマー、プロデューサー
- NiGHTS（1996年7月5日、SS）リードプログラマー、プロデューサー
- ソニック3Dブラスト（1996年11月7日、ジェネシス）アドバイザー
- クリスマスナイツ（1996年11月22日、SS）プログラマー、プロデューサー
- ソニック ジャム（1997年6月20日、SS）プロデューサー、プログラマー[19]。
- ソニックR（1997年12月4日、SS）ゼネラルプロデューサー、プロデューサー
- バーニングレンジャー（1998年2月26日、SS）プロデューサー
- ソニックアドベンチャー（1998年12月23日、DC）プロデューサー
- チューチューロケット!（1999年11月11日、DC）ディレクター、プロデューサー
- サンバDEアミーゴ（2000年4月27日、DC）プロデューサー
- ソニック・ザ・ヘッジホッグ ポケットアドベンチャー（2000年5月25日、NGPC）スーパーバイザー
- サンバDEアミーゴ Ver.2000（2000年12月14日、DC）プロデューサー
- ファンタシースターオンライン（2000年12月21日、DC）プロデューサー
- ファンタシースターオンライン Ver2（2001年6月7日、DC）プロデューサー
- ソニックアドベンチャー2（2001年6月23日、DC）プロデューサー
- みんなでぷよぷよ（2001年10月18日、GBA）プロデューサー
- ソニックアドバンス（2001年12月20日、GBA）プロデューサー
- ソニックアドベンチャー2バトル（2001年12月20日、GC）プロデューサー
- ソニック メガコレクション（2002年12月19日、GC）プロデューサー
- ソニックアドバンス2（2002年12月19日、GBA）プロデューサー
- ソニック メガコレクション プラス（2004年12月9日、PS2・XB）プロデューサー
- ソニックアドベンチャーDX（2003年6月19日、GC）プロデューサー
- ソニックピンボールパーティー（2003年7月17日、GBA）プロデューサー
- ジャイアントエッグ 〜ビリー・ハッチャーの大冒険〜（英語版）（2003年10月9日、GC）プロデューサー
- ぷよぷよフィーバー（2003年11月26日、AC）プロデューサー
- ファンタシースターオンライン エピソード1&2 プラス（2003年11月27日、GC）プロデューサー
- ファンタシースターオンライン エピソード3 カードレボリューション（2003年11月27日、GC）プロデューサー
- ソニックバトル（2003年12月4日、GBA）プロデューサー
- ソニック ヒーローズ（2003年12月30日、PS2・GC・XB）プロデューサー
- ASTRO BOY 鉄腕アトム（2004年3月18日、PS2）チーフプロデューサー
- ソニックアドバンス3（2004年6月17日、GBA）プロデューサー
- セガ スーパースターズ（2004年11月11日、PS2）チーフプロデューサー
- きみのためなら死ねる（2004年12月2日、DS）チーフプロデューサー
- ソニック ジェムズ コレクション（2005年8月11日、PS2・GC）チーフプロデューサー
- 赤ちゃんはどこからくるの?（2005年10月20日、DS）チーフプロデューサー
- ソニック ラッシュ（2005年11月23日、DS）プロデューサー
- ぷよぷよフィーバー2（2005年11月24日、PS2・PSP）チーフプロデューサー
- シャドウ・ザ・ヘッジホッグ（2005年12月15日、PS2・GC・XB）プロデューサー
- BLEACH DS 蒼天に駆ける運命（2006年1月26日、DS）チーフプロデューサー
- ソニックライダーズ（2006年2月23日、PS2・GC・XB）エグゼクティブプロデューサー
- ドラえもん のび太の恐竜2006 DS（2006年3月2日、DS）チーフプロデューサー
- フィフス ファントム サーガ（発売中止、PS3）プロデューサー

### プロペ在籍時
- レッツキャッチ（英語版）（2008年12月16日、Wiiウェア）プロデューサー
- レッツタップ（2008年12月18日、Wii）プロデューサー
- レッツタップ（2009年9月18日、iPhone / iPod touch）プロデューサー
- IVY THE KIWI?（2009年12月17日、Windows Mobile）プロデューサー
- IVY THE KIWI?（2010年4月22日、ニンテンドーDS・Wii）プロデューサー
- Wiiリモコンプラス バラエティ（2011年7月7日･Wii）中祐司含む、プロペが開発企画に参加
- ファミリーフィッシング（2011年8月4日、Wii）プロデューサー
- すれちがい迷宮（ニンテンドー3DSの内蔵ソフト『すれちがいMii広場』の追加コンテンツ）プロデューサー
- 3D ソニック・ザ・ヘッジホッグ（2013年5月15日、ニンテンドー3DS）アドバイザー[20]。
- ロデア・ザ・スカイソルジャー（2015年4月2日、ニンテンドー3DS・Wii U）エグゼクティブディレクター
- 僕と私のキズナモンスター（2016年12月14日、Android/iOS）エグゼクティブプロデューサー
- レジェンドオブコイン（2017年12月12日、Android/iOS）プログラマー
- SHOT2048（2021年12月18日、Android/iOS）全て個人制作

### スクウェア・エニックス在籍時
- BALAN WONDERWORLD（2021年、Windows・Switch・PS4・PS5・XBOne・XSX/S）ディレクター

## メディア出演
- Hi☆sCoool! セハガール（2014年、テレビアニメ） - センター先生[21]、ブラックアソビン 役（声の出演）

## 受賞
- ゲーム・デベロッパーズ・チョイス・アワード 2002：「Lifetime Achievement Award」[22]